# Fenestrobelba annulata
Fenestrobelba annulata är en kvalsterart som beskrevs av Balogh 1970. Fenestrobelba annulata ingår i släktet Fenestrobelba och familjen Suctobelbidae. Inga underarter finns listade i Catalogue of Life.